# Вентакемада
Вентакемада (исп. Ventaquemada) — город и муниципалитет в центральной части Колумбии, на территории департамента Бояка. Входит в состав Центральной провинции.

## История
Муниципалитет Вентакемада был выделен в отдельную административную единицу в 1777 году.

## Географическое положение

Муниципалитет Вентакемада

Город расположен на юго-западе центральной части департамента, в гористой местности Восточной Кордильеры, на расстоянии приблизительно 20 километров к западу-северо-западу (WNW) от города Тунха, административного центра департамента. Абсолютная высота — 2611 метров над уровнем моря.
Муниципалитет Вентакемада граничит на севере с территорией муниципалитета Самака, на северо-востоке — с муниципалитетом Тунха, на востоке — с муниципалитетом Бояка, на юго-востоке — с муниципалитетом Нуэво-Колон, на юге — с муниципалитетом Турмеке, на западе и юго-западе — с территорией департамента Кундинамарка. Площадь муниципалитета составляет 159,3 км².

## Население
По данным Национального административного департамента статистики Колумбии, совокупная численность населения города и муниципалитета в 2015 году составляла 15 442 человека.
Динамика численности населения муниципалитета по годам:
| 2005   | 2006   | 2007   | 2008   | 2009   | 2010   | 2011   | 2012   | 2013   | 2014   | 2015   |
| ------ | ------ | ------ | ------ | ------ | ------ | ------ | ------ | ------ | ------ | ------ |
| 14 404 | 14 533 | 14 645 | 14 754 | 14 866 | 14 969 | 15 062 | 15 163 | 15 259 | 15 349 | 15 442 |

Согласно данным переписи 2005 года мужчины составляли 49,4 % от населения Вентакемады, женщины — соответственно 50,6 %. В расовом отношении белые и метисы составляли 99,9 % от населения города; негры, мулаты и райсальцы — 0,1 %.
Уровень грамотности среди всего населения составлял 87,7 %.

## Экономика
Основу экономики Вентакемады составляет сельское хозяйство.

54,6 % от общего числа городских и муниципальных предприятий составляют предприятия торговой сферы, 35,9 % — предприятия сферы обслуживания, 9,1 % — промышленные предприятия, 0,4 % — предприятия иных отраслей экономики.

## Транспорт
Через город проходит национальное шоссе № 55.